# Efferia satyrus
Efferia satyrus är en tvåvingeart som beskrevs av Lamas 1971. Efferia satyrus ingår i släktet Efferia och familjen rovflugor. Inga underarter finns listade i Catalogue of Life.